# Piekielnikowa Turnia
Piekielnikowa Turnia (słow. Pekelník, niem. Höllenturm, węg. Pokol-torony, 2370 m) – turnia w Tatrach Wysokich położona na terenie Słowacji, w Grani Baszt (Hrebeň bášt) rozdzielającej doliny: Młynicką (Mlynická dolina) i Mieguszowiecką (Mengusovská dolina). Wcześniejsze pomiary określały jej wysokość na 2374 m lub ok. 2360 m.
Piekielnikowa Turnia znajduje się w południowo-wschodniej grani Diablowiny pomiędzy szczytem Diablowiny (Diablovina, 2379 m), od którego oddziela ją Piekielnikowa Przełączka (2353 m), a Szatanią Przełęczą (2323 m), oddzielającą ją od wierzchołka Szatana. Pomiędzy Piekielnikową Turnią a Szatanią Przełęczą wznosi się niewielka turniczka nazywana Czarcim Rogiem (Čertov hrb).
Pierwsze odnotowane wejścia na Piekielnikową Turnię:
- latem – Günter Dyhrenfurth, Hermann Rumpelt 13 czerwca 1907 r., podczas przejścia Grani Baszt,
- zimą – Alfréd Grósz, Zoltán Neupauer 8 lutego 1914 r.[5]

Jest to trudno dostępna iglica skalna, ale przy przejściu granią można łatwo ją ominąć. Jej strome, zachodnie żebro ma wysokość około 50 m i ograniczone jest żlebkami opadającymi z obu przełączek po bokach turni. Do górnej części Szataniego Żlebu opada niemal pionową ścianą o wysokości około 140 m. Ściana ta ma jasną barwę, powstała bowiem w wyniku świeżego obrywu. Do czasu pisania przewodnika przez Władysława Cywińskiego (2009 r.) nie została zdobyta.
Najłatwiejsze wejście na Piekielnikową Turnię prowadzi z Piekielnikowej Przełączki grańką z litej skały, płytą i rysą (II i III w skali tatrzańskiej, czas przejścia 20 min). Dyhrenfurthowi i Rumpeltowi zdobycie tej turni przysporzyło sporo trudności. Pierwsza próba sforsowania południowej grani (według obecnej skali II stopień trudności) zakończyła się fiaskiem, więc po pozostawieniu na przełączce plecaków weszli granią północną, pokonując dolny nieco przewieszony jej stopień używaną wówczas techniką „żywej drabiny”. Zachęceni sukcesem zeszli i ponowili próbę wejścia granią południową, tym razem ze skutkiem. Turnię określili jako ubogą w chwyty. Bez sztucznych ułatwień drogę tę pokonał jako pierwszy Gyula Komarnicki 26 czerwca 1911 r.
Z uprawnionym przewodnikiem można przejść ten odcinek Grani Baszt; nie wspina się wówczas na Piekielnikową Turnię, lecz omija ją po stronie Doliny Młynickiej poziomym trawiastym trawersem, przechodząc na jej zachodnie żebro, którym wspina się kilkanaście metrów w górę, potem trawersem na lewo na Piekielnikową Przełączkę.

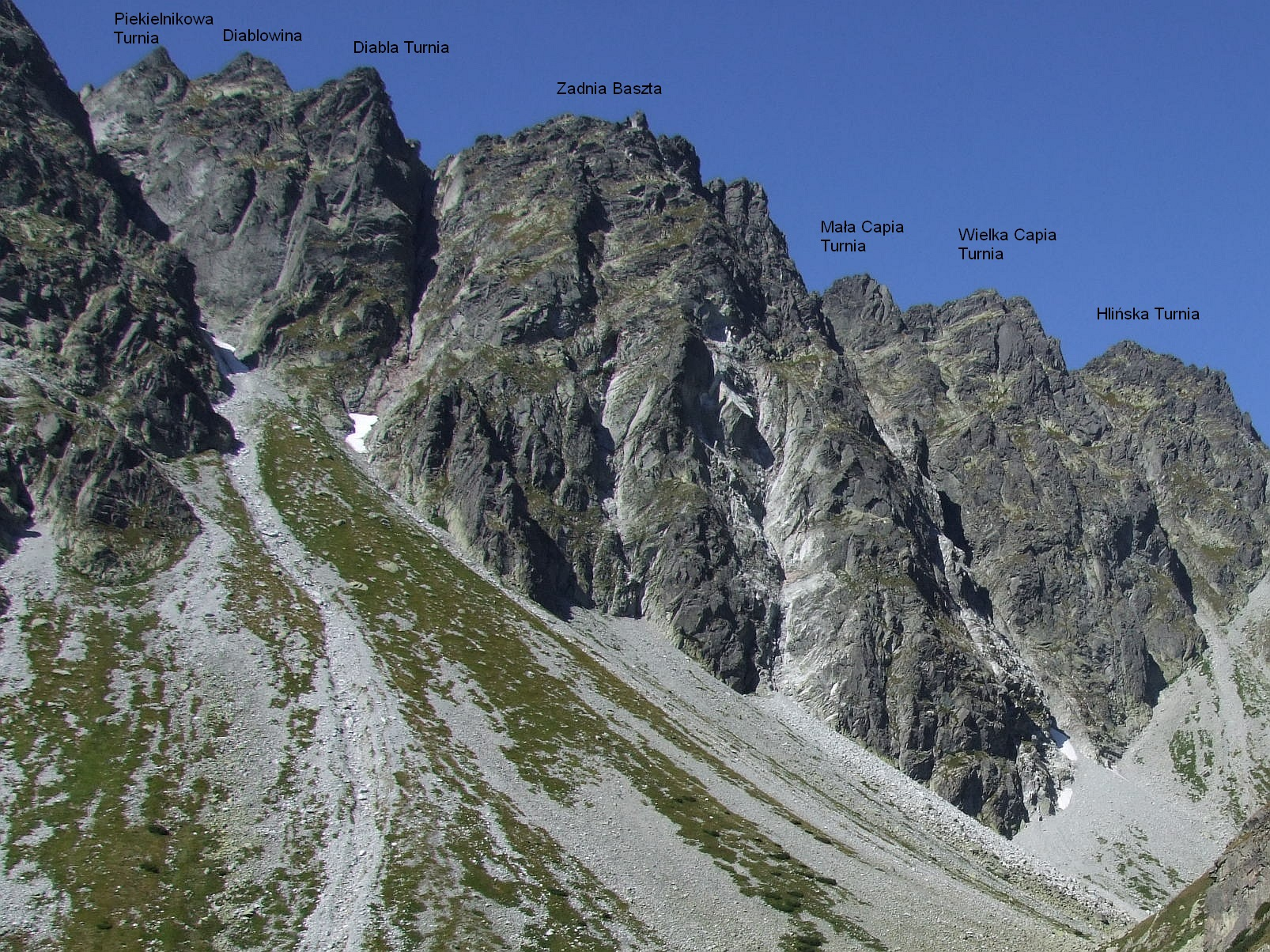
Piekielnikowa Turnia od strony Dolinki Szataniej